# Michail Michailow
Michail Michailow (* 14. September 1888 in Tschornobyl; † 23. Dezember 1923) eigentlich: Finkelstein, war ein russisch-jüdischer Geiger und Kapellmeister.

## Werdegang
Michail Michailow wurde als Kind eines Kulaken in Tschornobyl, Ukraine geboren, sein Geburtsname war Finkelstein. Seine musikalische Begabung wurde früh entdeckt. Den ersten Geigenunterricht erhielt er bei dem Konzertmeister (J. Schura?) Polischuk
aus Kiew, dessen Tochter er 1906 heiratete. Ab 1908 ging er nach Berlin und studierte ab September 1911 am Sternschen Konservatorium bei Alexander Fudemann. Neben dem Studium arbeitete er als Geiger, um seinen Lebensunterhalt zu verdienen. Er stellte ein eigenes Ensemble zusammen und bestritt damit längere Engagements im Admirals-Café und im Prinzeß-Café in Berlin.
Hier nahm Finkelstein den Künstlernamen Michail Michailow an, möglicherweise weil der jüdisch klingende Name Finkelstein einer erfolgreichen Karriere im Wege gestanden hätte.
Gleichwohl findet sich der Name M. Finkelstein noch auf dem markenlosen Etikett (ähnlich dem mit der Nr. 125.103: Nocturno von Chopin, siehe Abbildungen) einer 30 cm-Schallplatte, auf deren einer Seite die Meditation aus Thais von Jules Massenet (Matr. Nr. 5170), auf der anderen die Serenade von (Gabriel) Pierné (Matr. Nr. 5168) aufgenommen ist, gespielt als Violin-Solo von M. Finkelstein. Der Klavierbegleiter bleibt ungenannt. Die Platte stammt aus der ehemaligen Sammlung Paul Sauerlaender und wird derzeit im Deutschen Filmmuseum Frankfurt/Main aufbewahrt.
Mit seiner Kapelle machte er etwa ab 1912 erste Schallplattenaufnahmen für die Lindström-Marke Parlophon. Er spielte eigene Kompositionen, aber auch klassische wie Michail Glinkas Der Zweifel, im Trio mit Armin Liebermann am Cello und Friedrich Schmidt-Marlissa am Klavier, Fritz Kreislers Wiener Melodie oder Edvard Griegs Norwegischer Tanz No.2.
Am 11. Mai 1912 wurde sein Sohn Mordechaj geboren, der später ebenfalls Violinist wurde.
Am 22. Januar 1913 fand im Admirals-Café ein Benefiz-Konzert „für den beliebten Kapellmeister und russischen Geigenkönig Michailow mit verstärktem Orchester unter gefälliger Mitwirkung von Herrn Kapellmeister Julius Einödshofer“ statt.
Am 1. Juli 1914 schloss Finkelstein sein Studium in Berlin ab. „Aufgrund seiner verzüglichen Leistungen als Violinspieler“ bekam er zum Abschied die Gustav-Hollaender-Medaille verliehen.
Als der Erste Weltkrieg ausbrach, floh Finkelstein zusammen mit anderen ukrainischen Musikern ins neutrale Schweden. Hier konnte er seine Karriere als Violinsolist unbehelligt fortsetzen. Bei Konzerten in Stockholm wurde er u. a. von Nathaniel Broman und Kerstin Sondbaum-Strömberg am Klavier begleitet.
Nach Kriegsende kehrte er nach Berlin zurück. In einer Veranstaltung des Russischen Klubs Berlin am 29. September 1919 spielte er im Kaisersaal des Weinhauses Rheingold bei der Aufführung von Artur Rubinsteins Romance; Solisten waren außerdem Lidija Potozkaja und Giorgij Kjakscht (1873–1936), Ballettmeister der ehem. Kaiserl. Theater.
Während er auf dem Parlophon-label weiter das klassische Repertoire pflegte, machte er als Tanz-Orchester, Direktion M. Michailow auch Aufnahmen bei der Grammophon und deren Filialmarken Polyphon und Reneyphon, meist mit konzertanten Stücken wie der populären Toselli-Serenade oder der beliebten Russischen Romanze Habe Mitleid mit mir/Pozalej von N. R. Bakalainikow, aber auch mit Ragtime-beeinflußter Tanz-Musik, so z. B. mit Kitty (auf Gr 13 674), mit Hitchy-Koo, oder dem One-step Waitin’ for the Robert E. Lee, (alle c. 1920).
Michailow starb am 23. Dezember 1923 im Alter von nur 35 Jahren an Tuberkulose.

## Tondokumente (Auswahl)
Parlophon
- Parlophon P.1040–I (mx. 2–2483) Solveigs Sang aus “Peer Gynt” (Edvard Grieg op. 23) M. Michailow, vl. mit Klavier. Aufgen. 22. Juli 1919
- Parlophon P.1040–II (mx. 2–2484) Poème (Zdenko Fibich, op. 41) M. Michailow, vl. mit Klavier. Aufgen. 22. Juli 1919
- Parlophon P.1319–I (mx. 2–5733) Si vous l’aviez compris (Denza - Bordése) M. Michailow, vl. und F. Schmidt-Marlissa, p., aufgen. 15. Februar 1922
- Parlophon P.1319–II (mx. 2–5736) La serenata (Tosti) M. Michailow, vl. und F. Schmidt-Marlissa, p., aufgen. 15. Februar 1922
- Parlophon P.1356–I (mx. 2–5734) Der Zweifel (Mihail Glinka) M. Michailow, vl., Armin Liebermann vcl., F. Schmidt-Marlissa, p., aufgen. 15. Februar 1922
- Parlophon P.1356–II (mx. 2–5737) Pour un baiser - Mélodie (Paolo Tosti) M. Michailow, vl., Armin Liebermann vcl., F. Schmidt-Marlissa, p., aufgen. 15. Februar 1922
- Parlophon P.1325–I (mx. 2–5763) Souvenir in D (Franz Drdla) M. Michailow, vl. mit Orchester. Aufgen. 15. März 1922.
- Parlophon P.1340–II (mx. 2–5766) Gavotte Michailow (M. Michailow) M. Michailow, vl., mit Orchester. Aufgen. 15. März 1922.

Deutsche Grammophon
- Grammophon 13 674 (mx. 377 at) Kitty. Foxtrot von René Richard Schmal. Tanz-Orchester, Direktion M. Michailow.
- Grammophon 13 683 (mx. 428 ar) Hiawatha. Gesellschaftstanz (G. Urban) Tanz-Orchester, Direktion M. Michailow.
- Grammophon 15 765 (mx. 68 ap) Célébre Serenata, Boston-Walzer (Enrico Toselli) Tanz-Orchester, Direktion M. Michailow.
- Grammophon 15 765 (mx. 186 as) Waitin’ For The Robert E. Lee. One-step (Lewis F. Muir & M. Abrams) Tanz-Orchester, Direktion M. Michailow.
- Grammophon 15 775 (mx. 41 an) Hitchy-Koo (Lewis F. Muir) Tanz-Orchester, Direktion M. Michailow.

Polyphon
- Polyphon 50 061 (mx. 99 as) Habe Mitleid mit mir. Russ. Romanze (Pawlowicz[10]) M. Michailow, vl. mit Orchester.
- Polyphon 50 061 (mx. 100 as) Berceuse tendre (Daniderff) M. Michailow, vl. mit Orchester.
- Polyphon 50 063 (mx. 43 ap) Serenade aus dem Ballett „Die Millionen des Harlekin“. M. Michailow mit Künstler-Ensemble.
- Polyphon 50 063 (mx. 44 ap) „Lied ohne Worte“ (Tschaikowsky) M. Michailow mit Künstler-Ensemble.

## Hörbeispiele
- youtube.com Blaue Adria. Foxtrot (A. Rebner): Tanz-Orchester, Direktion M. Michailow. Grammophon 13 676 (mx. 14 098 r), nach 1918[11]
- grammophon-platten.de Waitin’ For The Robert E. Lee. One-step (Lewis F. Muir & M. Abrams) Tanz-Orchester, Direktion M. Michailow. Grammophon 15 765 (mx. 186 as) (30 cm)[12]

## Abbildungen
- Favorite-label F 226–I (F 016) Libellen-Tänze vom Orchester Polischuk: Dixie Landgramofon.nava.hu (auch Klangbeispiel)
- Favorite-label F 226–II (F 017) Libellen-Tänze vom Orchester Polischuk: Smilesgramofon.nava.hu  (auch Klangbeispiel)
- Namenloses label 125.103: Nocturno (Chopin) Violin-Solo, vorgetragen von M. Michailow, mit Orchesterbegleitung. Odessa. i.ebayimg.com
- Parlophon-label P.1319–I (mx. 5733) Si vous m’aviez compris (Denza) Solo de violon M. Michailow / P.1319-II (mx. 5736) La serenata (F. Paolo Tosti) Solo de violon M. Michailow. ebay.de
- Parlophon-label P.1340–II (mx. 5766) Gavotte Michailow. Michailow, Violin-Solo mit Orchester. historicalmusicstore.com
- Polyphon-label Nr. 50 066 (mxx. 120.012 u. 120.013) Fantasie aus “Tosca” 1./2. Teil von Puccini. M. Michailow mit Künstler-Ensemble. ebay.de
- Grammophon-label Nr. 15 765 (mx. 186 as) Waitin’ For The Robert E. Lee. One-step von Lewis F. Muir und Maurice Abrams. Tanz-Orchester, Direktion M. Michailow.grammophon-platten.de